# Go Back Couple
Go Back Couple (en hangul, 고백부부; romanización revisada, Gobaekbooboo) es una serie de televisión surcoreana transmitida desde el 13 de octubre hasta el 18 de noviembre de 2017 por KBS 2TV. Es protagonizada por Son Ho Jun Jang Na Ra y Jang Ki Yong.

## Sinopsis
Choi Ban-do y Ma Jin-joo, ambos de 38 años con una pareja casada. Ban-do, ha tenido la carga de ser el sostén de la familia por lo que se siente presionado constantemente, mientras que Jin-joo, es una ama de casa con baja autoestima. Aunque ambos estaban enamorados cuando se casaron, ahora están a punto de divorciarse y lamentan haberse casado a tan temprana edad.
La pareja viaja en el tiempo y pronto se encuentran siendo nuevamente estudiantes universitarios de 20 años, cuando recién se conocían por primera vez, esta nueva oportunidad, los hará ver qué es importante en la vida y los ayudará a darse cuenta por qué se enamoraron.

## Reparto

### Personajes principales
| Actor        | Personaje    | Ocupación                                             | Número de episodios | Duración |
| ------------ | ------------ | ----------------------------------------------------- | ------------------- | -------- |
| Son Ho-jun   | Choi Ban-do  | Estudiante / Empresario                               | 12                  | 2017     |
| Jang Na-ra   | Ma Jin-joo   | Estudiante / Ama de Casa                              | 12                  | 2017     |
| Jang Ki-yong | Jung Nam-gil | Compañero de Clases de Jin-joo del Depto. de Historia | -                   | 2017     |

### Personajes secundarios[5]
| Actor          | Personaje       | Ocupación                                                    | Nº de episodios | Duración |
| -------------- | --------------- | ------------------------------------------------------------ | --------------- | -------- |
| Heo Jung-min   | Ahn Jae-woo     | Compañero de Clases de Ban-do del Depto. de Ingeniería Civil | -               | 2017     |
| Lee Yi-kyung   | Go Dok-jae      | Compañero de Clases de Ban-do del Depto. de Ingeniería Civil | -               | 2017     |
| Han Bo-reum    | Yoon Bo-reum    | Mejor Amiga de Jin-joo / ex-Porrista                         | -               | 2017     |
| Im Ji-kyu      | Park Hyun-suk   | Estudiante de Medicina                                       | -               | 2017     |
| Go Bo-gyeol    | Min Seo-young   | Estudiante de Ballet                                         | -               | 2017     |
| Kim Byeong-ok  | Choi Gi-il      | Padre de Ban-do                                              | -               | 2017     |
| Jo Ryun        | Kang Kyung-sook | Madre de Ban-do                                              | -               | 2017     |
| Go Eun-min     | Choi Ja-yeon    | Hermana de Ban-do                                            | -               | 2017     |
| Jo Hye-jung    | Chun Seol       | Mejor Amiga de Jin-joo                                       | -               | 2017     |
| Lee Byung-joon | Ma Pan-suk      | Padre de Jin-joo                                             | -               | 2017     |
| Kim Mi-kyung   | Go Eun-sook     | Madre de Jin-joo                                             | -               | 2017     |
| Cha Min-ji     | Ma Eun-joo      | Hermana de Jin-joo                                           | -               | 2017     |

### Otros personajes
| Actor          | Personaje    | Ocupación                            | N.º de episodios | Duración |
| -------------- | ------------ | ------------------------------------ | ---------------- | -------- |
| Lee Do-yeon    | Kim Ye-rim   | -                                    | -                | 2017     |
| Jeon Yeong-in  | -            | Sobrino de Ban-do                    | -                | 2017     |
| Jo Hyun-shik   | -            | Sunbae de Ban-do                     | -                | 2017     |
| Jung Hyun-suk  | -            | Padre de Min Seo-young               | -                | 2017     |
| Geum Kwang-san | -            | Hermano de Yoo Bo-reum               | -                | 2017     |
| -              | Choi Seo-jin | Hijo de Ban-do y Jin-joo             | -                | 2017     |
| Yang Dae-hyuk  | -            | Miembro del Departamento de Historia | -                | 2017     |
| Kim Hyun-mok   | -            | -                                    | -                | 2017     |

### Apariciones especiales
| Actor        | Personaje | Ocupación                                 | Número de episodios | Duración |
| ------------ | --------- | ----------------------------------------- | ------------------- | -------- |
| Jung Yun-ho  | -         | Estudiante del Depto. de Negocios         | 1                   | 2017     |
| Lee Sang-min | -         | -                                         | 1                   | 2017     |
| Lee Hwi-jae  | -         | Locutor de Radio                          | 1                   | 2017     |
| Yang Ji-won  | Go Eun-bi | Amiga de Jin-joo Durante la Cita a Ciegas | 1                   | 2017     |
| Yum Dong-hun | -         | Profesor                                  | 1                   | 2017     |
| Kim Ki-doo   | -         | Soldado Reservista                        | 1                   | 2017     |
| Seo Woo-jin  | -         | -                                         | -                   | 2017     |

## Episodios
La serie estuvo conformada por 12 episodios, los cuales fueron emitidos todos los viernes y sábados a las 23:00 (KST).
Durante el sexto episodio se realizan dos parodias a los exitosos dramas Goblin y Descendants of the Sun. Mientras que durante el episodio 12 se realizó una parodia del drama You Who Came From the Stars.
En el episodio 7 suena como canción de fondo "Forever" de Ahn Jae-wook.

## Premios y nominaciones
| Año  | Categoría                                   | Premio                 | Nominados (as)          | Resultado |
| ---- | ------------------------------------------- | ---------------------- | ----------------------- | --------- |
| 2018 | Premio a la excelencia, actriz en miniserie | 6th APAN Star Award    | Jang Na-ra              | Nominada  |
| 2017 | Premio a la excelencia, actor en miniserie  | 31st Premios KBS Drama | Son Ho-jun              | Nominado  |
| 2017 | Premio a la excelencia, actriz en miniserie | 31st Premios KBS Drama | Jang Na-ra              | Ganó      |
| 2017 | Top Excellence Award, Actress               | 31.º Premios KBS Drama | Jang Na-ra              | Nominada  |
| 2017 | Netizen Award - Male                        | 31.º Premios KBS Drama | Son Ho-jun              | Nominado  |
| 2017 | Netizen Award - Female                      | 31.º Premios KBS Drama | Jang Na-ra              | Nominada  |
| 2017 | Mejor actor revelación                      | 31.º Premios KBS Drama | Jang Ki-yong            | Nominado  |
| 2017 | Mejor pareja                                | 31.º Premios KBS Drama | Son Ho-jun y Jang Na-ra | Ganaron   |

## Emisiones internacionales
- Filipinas: ABS-CBN (2018).
- Hong Kong: TVB J2 (2018).
- Indonesia: Sony One (2018).
- Taiwán: Star Entertainment Channel y Star Chinese Channel (2018).

## Producción
La serie también fue conocida como "Confession Couple" y fue desarrollada por el equipo de producción de dramas de la Korean Broadcasting System (KBS).
Fue dirigida por Ha Byung-hoon y escrita por Kwon Hye-joo, la producción estuvo a cargo de Son Soo-chun y Yoo Woong-shik, con el apoyo de los productores ejecutivos Ha Won y Han Suk-won.
La primera lectura de guion se llevó a cabo a finales de agosto del 2017.
Fue distribuida por la KBS2 y contó con las compañía de producción "Confession Couple S.P.C.", "KBS N" y "ZIUM Content Co. Ltd.".